# 大津保村
大津保村（おおつほむら）は、1955年（昭和30年）まで岩手県東磐井郡にあった村。現在の一関市藤沢町大籠・藤沢町保呂羽・室根町津谷川にあたる。

## 地理

### 自然
- 山岳：保呂羽山
- 河川：津谷川、黄海川、大籠川

## 歴史

### 年表
村内での主な事象。
- 1889年（明治22年）12月15日 - 大津保巡査駐在所を開設[2]。
- 1890年（明治23年）1月 - 庁舎を保呂羽字二本柳へ移転[3]。
- 1901年（明治34年）1月 - 新庁舎を落成[3]。
- 1906年（明治39年）3月6日 - 津谷川巡査駐在所を開設[2]。
- 1909年（明治42年）9月 - 大津保村営模範桑園を開設[4]。
- 1915年（大正4年） - 大津保村青年会が発足[5]。
- 1923年（大正12年）10月30日 - 上大籠尋常小学校と下大籠尋常小学校が統合し、大籠尋常高等小学校が開校[6]。
- 1925年（大正14年） - 大津保村消防団が発足。下津谷川尋常小学校が津谷川尋常高等小学校へ統合し、下津谷川分教場を開設[7]。
- 1929年（昭和4年）7月 - 大津保村道路組合が発足[8]。
- 1931年（昭和6年） - 蚕業組合が発足[9]。
- 1935年（昭和10年）12月 - 大津保村診療所を義捐金で建設[10]。
- 1941年（昭和16年） - 銃後奉公会が発足[11]。
- 1947年（昭和22年）
  - 4月1日 - 新学制施行に伴い、大津保中学校が開校[12]。
  - 大津保村農業委員会が発足。大津保村食糧増産興農協議会が発足[13]。
- 1949年（昭和24年） - 大津保中学校津谷川分校が、津谷川中学校として独立[12]。
- 1952年（昭和27年）10月 - 産業振興協議会を発足し、県に対して農村建設計画指定村の運動を実施[14]。

### 行政区域の変遷
- 1889年（明治22年）4月1日 - 町村制施行に伴い、大籠村・津谷川村・保呂羽村の計3か村が合併して大津保村が発足。
- 1955年（昭和30年）4月1日 - 旧大籠・保呂羽村域（34.51平方km、2,767人）が藤沢町・黄海村・八沢村と合併して新制の藤沢町の一部に、旧津谷川村域（32.81平方km、1,966人）が折壁村・矢越村と合併して室根村の一部になる。

## 行政

### 歴代村長
| 代 | 氏名       | 就任日                    | 退任日                     | 備考 |
| -- | ---------- | ------------------------- | -------------------------- | ---- |
| 1  | 畠山東助   | 1889年（明治22年）6月9日  | 1889年（明治22年）9月21日  |      |
| 2  | 首藤賢一郎 | 1889年（明治22年）9月22日 | 1891年（明治24年）3月13日  |      |
| 3  | 小野定之進 | 1891年（明治24年）4月4日  | 1892年（明治25年）9月9日   |      |
| 4  | 熊谷道太郎 | 1892年（明治25年）9月20日 | 1910年（明治43年）2月26日  |      |
| 5  | 石田貞之進 | 1910年（明治43年）8月4日  | 1915年（大正3年）9月20日   |      |
| 6  | 小野定之進 | 1915年（大正3年）12月13日 | 1916年（大正4年）12月2日   | 再任 |
| 7  | 千葉信平   | 1916年（大正5年）1月31日  | 1920年（大正9年）5月6日    |      |
| 8  | 皆川鶴太郎 | 1920年（大正9年）6月30日  | 1924年（大正13年）6月28日  |      |
| 9  | 畠山重則   | 1924年（大正13年）7月21日 | 1936年（昭和11年）2月20日  |      |
| 10 | 皆川鶴太郎 | 1936年（昭和11年）4月1日  | 1940年（昭和15年）3月31日  | 再任 |
| 11 | 畠山隆治   | 1940年（昭和15年）4月6日  | 1946年（昭和21年）11月23日 |      |
| 12 | 沼倉勇     | 1947年（昭和22年）4月6日  | 1950年（昭和25年）5月14日  |      |
| 13 | 畠山孟     | 1950年（昭和25年）7月5日  | 1954年（昭和29年）7月4日   |      |
| 14 | 畠山隆治   | 1954年（昭和29年）7月5日  | 1955年（昭和30年）3月31日  | 再任 |

出典：

## 公的機関

### 警察
- 千厩警察署大津保巡査駐在所（保呂羽字二本柳96番地の1） - 1889年、保呂羽字嶺沢の民家の離れを借用して開設した。1901年には保呂羽字二本柳に22坪5合の庁舎を設けて移転した。1906年には津谷川巡査駐在所の開設に伴い、管轄区域を村内全域から保呂羽地区と大籠地区に縮小した[2]。
- 千厩警察署津谷川巡査駐在所（津谷川字本宿15番地[16]） - 1906年、津谷川地区を管轄として開設した。山を隔てた保呂羽地区にある大津保駐在所では、津谷川地区を受け持つにあたって峠越えをする必要があるため、治安面も含めて解消すべく設置した[2]。

### 医療
- 大津保村国民健康保険営保呂羽診療所（保呂羽字二本柳地内） - 1935年に開設した、村内はもとより藤沢町域では初となる公立の医療機関である。もともと村内には1人の開業医がおり、その医師が村の医療を担っていたが、設立の1年前に興田村へ移転したことにより無医村となった。そこで同診療所が開設するまでは、「恩賜救療」と称した恩賜財団済生会による月3回の出張診療を行って凌いだ。1950年には大津保村診療所から改称した[17]。

- 大津保村国民健康保険営津谷川診療所（津谷川字本宿地内） - 1950年ごろに開設した[18]。

## 教育
村内に高等学校は所在しない。最寄りの高校は岩手県立藤沢高等学校（藤沢町藤沢）。

### 中学校
- 大津保村立大津保中学校
- 大津保村立津谷川中学校

### 小学校
- 大津保村立保呂羽小学校
- 大津保村立大籠小学校
- 大津保村立津谷川小学校

※以下は廃校
- 大津保村立上大籠尋常小学校（1923年・新設の大籠尋常高等小学校へ統合）[19]
- 大津保村立下大籠尋常小学校（同上）[19]
- 大津保村立下津谷川尋常小学校（1925年・津谷川尋常高等小学校へ統合）[7]